# Dendrochilum mindorense
Dendrochilum mindorense är en orkidéart som beskrevs av Oakes Ames. Dendrochilum mindorense ingår i släktet Dendrochilum och familjen orkidéer. Inga underarter finns listade i Catalogue of Life.